# Vit natt

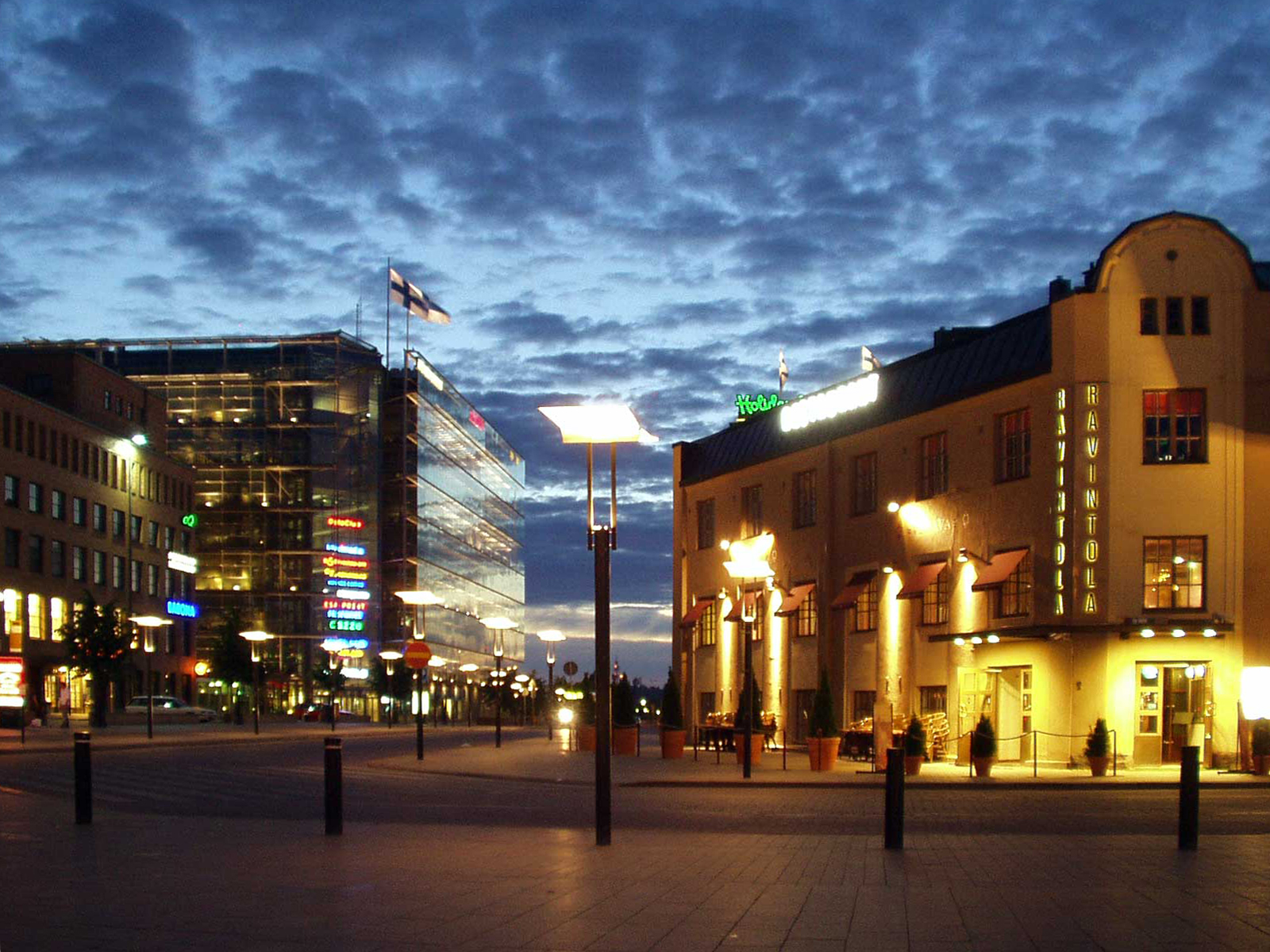
Vit natt i Helsingfors midsommaren 2005.

En vit natt är en natt då solen befinner sig strax under horisonten, och det därför inte blir totalt mörker. Vita nätter är märkbara ovanför den 55:e breddgraden under midsommar och den 60:e under större delen av sommaren på båda halvkloten.[källa behövs]

## Andra betydelser
Vit natt kan också syfta på Notte bianca, ett italienskt begrepp för när en stad håller öppet hela natten.
Det kan också syfta på en natt med mycket snö, som håller plogsvängen igång hela natten.
Vit natt kan vidare syfta på en vaken natt, det vill säga en natt när lyset aldrig släcks.[källa behövs]
Det finns också minst en bok med namnet, thrillern ”Vit natt” (2012) av Peter Hammarskjöld och minst två filmer, ”Vit natt” (2007) av Jannik Johansen, med den danska originaltiteln ”Hvid nat” och kortfilmen "Nuit Blanche" (Vit natt) regisserad av Arev Manoukia (2010).